# Valvaelaimus
Valvaelaimus är ett släkte av rundmaskar. Valvaelaimus ingår i familjen Monhysteridae.
Släktet innehåller bara arten Valvaelaimus maior.